# مالواسته
مالواسته (به لاتین: Malvaste) یک منطقهٔ مسکونی در استونی است که در شهرستان هیو واقع شده‌است.